# AH4
AH4 — китайская 155-мм буксируемая гаубица. Впервые представлена на оборонной выставке Defense and Security в 2015 году в Бангкоке. Разработчик системы — китайская корпорация North Industries Corporation (NORINCO).

## Описание
Гаубицы AH4 по своей конструкции похожи на 155-мм легкую гаубицу M777 производства BAE Systems, масса которых составляет 4200 кг. Длина стволов обоих орудий одинаковы и составляет 39 калибров. Согласно заявлению Norinco, боевая масса АН4 составляет 4500 кг. Развёртывание орудия проходит за 3 минуты, а свёртывание за 2 минуты. Оно использует надёжный гидропневматический механизм для быстрого развёртывания и эксплуатации. Угол подъёма орудия составляет 72 градуса, угол понижения −3 градуса. Расчёт гаубицы состоит из 7 человек, но орудие может обслуживаться расчётом из 5 человек.
Максимальная дальность стрельбы зависит от используемых снарядов и может варьироваться от 25 до 40 км.
Масса гаубиц AH4 позволяет перебрасывать орудия транспортными вертолётами типа CH-47F Chinook.

## Тактико-технические характеристики
- Калибр, мм: 155
- Максимальная дальность стрельбы, км: 40
- Масса, кг: 4500
- Заряжание: ручное
- Угол возвышения, град.: 72
- Время развёртывания/свёртывания на огневой позиции, мин: 3 / 2
- Расчёт: 5—7

### Снаряды
- GP6 — управляемый снаряд с лазерным наведением позволяет поражать цели на дальностях от 6 до 25 км с вероятностью не менее 90 %[2]
- ERFB-HB/HE (Extended-Range Full-Bore Hollow-Base High-Explosive) — дальность стрельбы до 25 км[3][4]
- ERFB-BB/HE (Extended-Range Full-Bore Base Bleed High-Explosive) — дальность стрельбы до 30 км[3][4]
- ERFB-BB-RA/HE (Extended-Range Full-Bore Base Bleed Rocket-Assist High-Explosive) — дальность стрельбы до 40 км[3][4]

## Операторы
- ОАЭ — 6 гаубиц AH4 и боеприпасы GP6 к ним были закуплены для оснащения батареи, выполняющей задачи в Йемене[2].